# Spigelia amazonica
Spigelia amazonica là một loài thực vật có hoa trong họ Mã tiền. Loài này được Fern.Casas mô tả khoa học đầu tiên năm 2004.